# Gornji Škrnik
Gornji Škrnik est un village de la municipalité de Zagorska Sela (comitat de Krapina-Zagorje) en Croatie. Au recensement de 2011, le village comptait 55 habitants.